# 嚴明 (1949年)
嚴明（1949年11月14日—），中華民國空軍二級上將（退役）、業餘足球運動員，生於臺灣雲林縣，籍貫江西省南康縣，曾任中央軍校校友總會理事長、國防部長、參謀總長、空軍司令、聯勤副司令、空軍司令部參謀長、空軍官校校長與聯勤參謀長等職，多為人知的是其軍旅生涯在最後4年之前長年不順遂，升遷多舛，以及首次有卸任國防部長接掌中央軍校校友總會長。是繼唐飛、李天羽與陳肇敏以來，第四位空軍出身的國防部部長。就任參謀總長僅七個月即卸任退伍，並接替學者楊念祖擔任國防部長。

## 生平

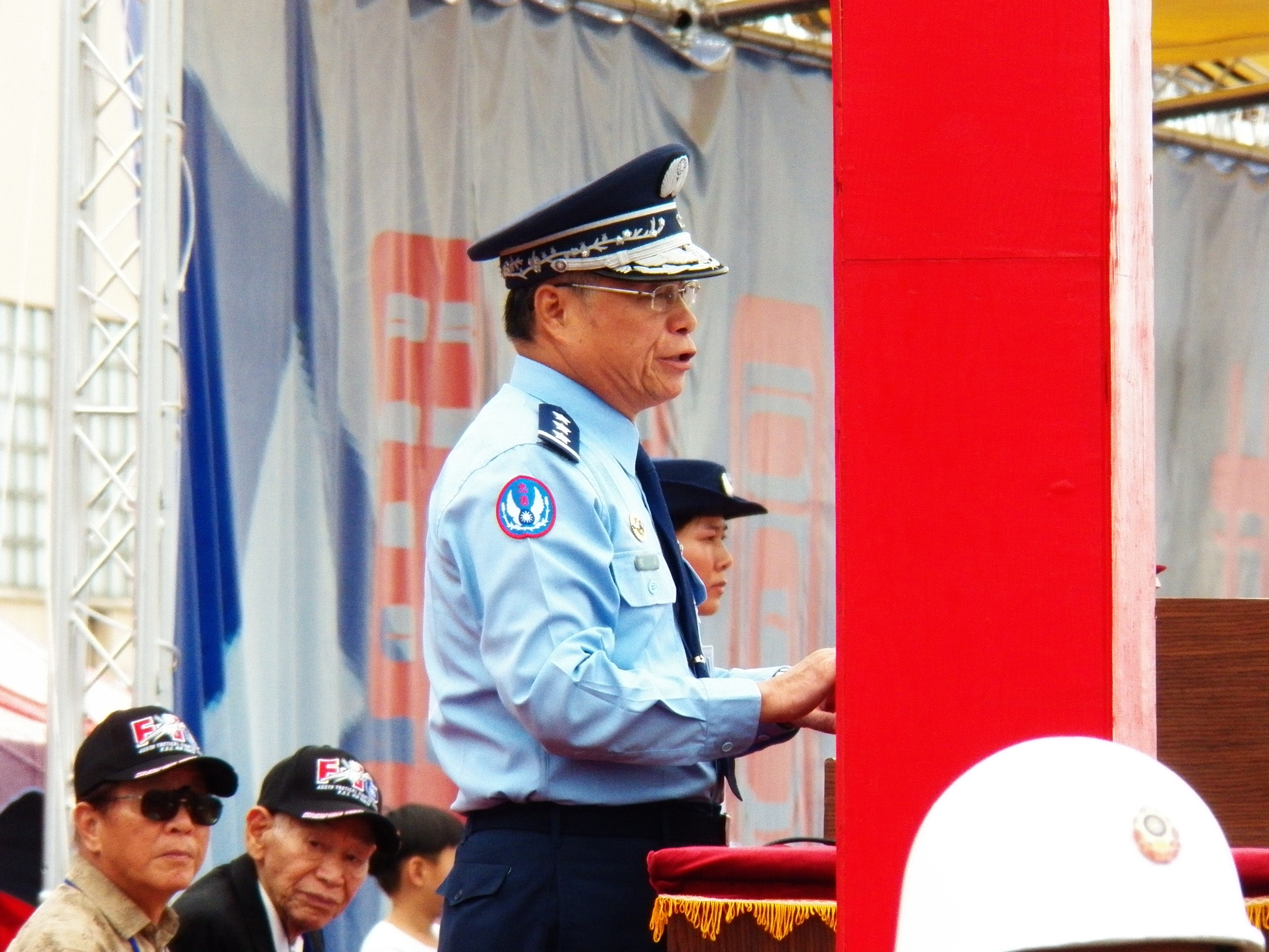
擔任空軍司令時期的嚴明，2012年8月11日

畢業於中華民國空軍軍官學校1971年班（60年班；52期），三軍大學空軍學院1981年班（70年班）、戰爭學院1988年班（77年班）、兵學研究所1991年班（80年班）。曾任空軍軍官學校校長。
2008年10月16日，調升國防部空軍副參謀總長，晉升空軍二級上將。
2011年，接替雷玉其，擔任空軍司令。
2013年1月16日，接替海軍一級上將林鎮夷，調升中華民國國防部參謀本部參謀總長，成為「國防六法」於生效後第一位適用的參謀總長，同時也因為任期確定不及於一年，朝野曾提案修法參謀總長不受年齡規範，稱為「嚴明條款」。8月6日晚，國防部長楊念祖因遭民進黨臺北市黨部主委朱政騏向《壹週刊》揭發其所編著書籍中有一篇由代筆者所寫文章涉及抄襲，僅就任6日國防部長隨即請辭，8月7日改由嚴明接任，國防部代理部長海軍二級上將高廣圻則接任參謀總長。
2015年1月27日，嚴明屆齡退休，由參謀總長高廣圻接任，人事令於1月30日生效。

## 爭議

擔任國防部長時期的嚴明（左）與國防部參謀本部後勤參謀次長蕭維民少將（右）赴立法院答詢，2013年11月7日

### 假「部長夫人」突破國防部安檢事件
2014年5月7日，親民黨立委陳怡潔揭露，6日下午有民眾，假冒國防部長嚴明夫人，硬闖忠愛營區，國防部坦承門禁漏洞才會遭闖入，不過梁姓婦人是自稱「聘僱人員」，大搖大擺坐上交通車，駕駛沒檢查證件，直接載回忠愛營區，讓她避過重重安檢關卡，差點直闖部長辦公室，時間長達八分鐘，由於沒有破壞及行竊，國防部沒有報警就放人。

### 蔡躍陞事件
2014年，陸軍六軍團中尉蔡躍陞因支持台灣獨立的言論被國防部記申誡2次，引發國家認同與言論自由爭議。嚴明認為，為確保軍隊國家化原則，現役軍人雖然可以有自己的政治立場，但應嚴守行政中立，不能公開以現役軍人身份宣揚，因此做出懲處。引發藍營、綠營立委激辯。

## 軼聞
嚴明在軍旅生涯中的發展並不順遂，升遷多舛，是軍中與媒體界公認的事實，直到2011年碰上雷玉其事件，撿到空軍司令與參謀總長，2013年碰上洪仲丘事件，撿到國防部長，直到2015年完成沱江艦下水與國防部遷址任務後旋即請辭退休，在軍旅生涯最後4年大翻身。